# Ліснічук Василь Анатолійович
Васи́ль Анато́лійович Ліснічу́к (22.04.1991—16.05.2022) — молодший сержант Збройних Сил України, учасник російсько-української війни, який загинув під час російського вторгнення в Україну.

## Життєпис
Народився 22 квітня 1991 року в м. Луцьку на Волині.
З перших днів російського вторгнення в Україну був призваний за мобілізацією на військову службу до ЗС України. Брав участь у бойових діях на посаді старшого гранатометника підрозділу ЗС України (підрозділ — не уточнено).
Загинув 16 травня 2022 року поблизу м. Слов'янська Донецької області, захищаючи незалежність України від російських окупантів.

## Нагороди
- орден «За мужність» III ступеня (2022, посмертно) — за особисту мужність і самовіддані дії, виявлені у захисті державного суверенітету та територіальної цілісності України, вірність військовій присязі[3].